# Compose

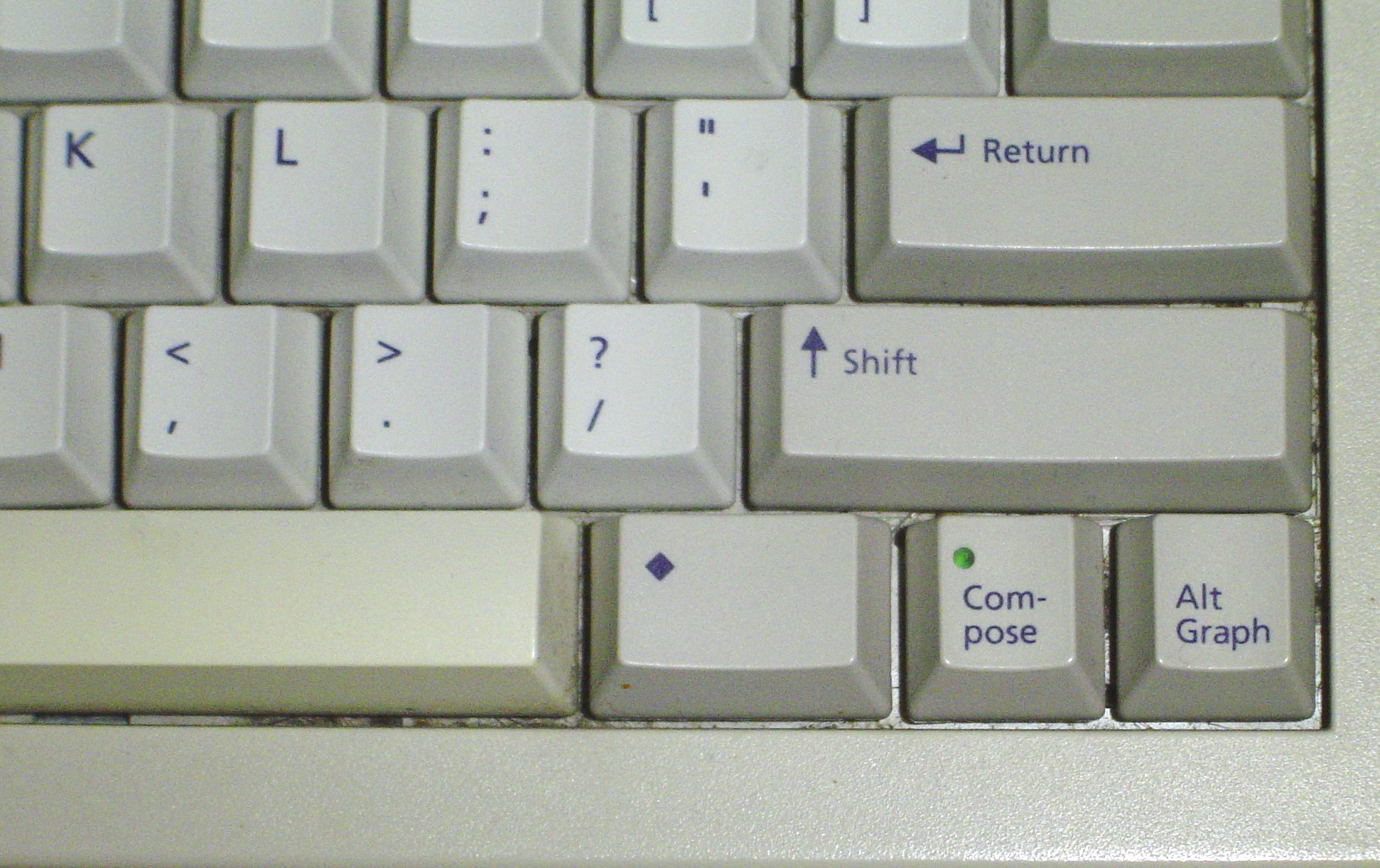
Klávesa Compose na klávesnici Sun Type 5c firmy Sun Microsystems

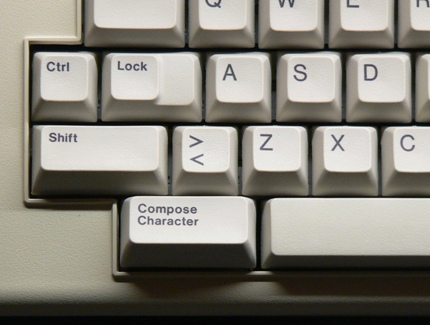
Klávesa Compose na klávesnici LK201 firmy Digital Equipment Corporation

Compose je klávesa přítomná na některých počítačových klávesnicích. Její použití říká operačnímu systému, že následujících několik kláves má zkusit interpretovat jako jednu z předdefinovaných posloupností, které slouží k napsání znaku, který přímo z klávesnice zapsat nelze. Například zmáčknutí Compose a potom o a c dává jako výstup znak ©, zatímco zmáčknutí ~ a n dává jako výstup ñ.
Protože není mačkána současně s klávesami, jejichž význam mění, ale před nimi, může být někdy řazena mezi mrtvé klávesy. Na rozdíl od obvyklých mrtvých kláves s diakritikou ovšem sama neobsahuje žádné určení podoby změny výsledku; není přímo diakritickým znaménkem. Zápis znaku pomocí ní navíc vyžaduje postupné zmáčknutí nejméně tří kláves.

## Výskyt na klávesnicích

Symbol pro klávesu Compose dle ISO

Klávesa přímo označená Compose se nachází na klávesnicích rodiny LK201 firmy Digital Equipment Corporation a také na některých klávesnicích firmy Sun Microsystems.
Na klávesnicích určených pro počítače s Microsoft Windows a OS/X se klávesa obvykle nenachází, neboť její použití tyto operační systémy nepodporují. Pokud tedy software chce nabídnout uživateli klávesu s funkcí Compose, využije nějakou jinak označenou klávesu. Běžně je takto užívána například pravá klávesa Windows.
Pro označení klávesy Compose existuje dle standardu ISO/IEC 9995-7 zvláštní znak, který má podobu ⎄ a v Unicode má pozici U+2384. Není ovšem výrobci klávesnic příliš užíván.

## Podpora v softwaru
Nejoblíbenější je klávesa Compose na systémech používajících X Window System, tedy zejména na Linuxu. Na moderních nastaveních systému
X.Org je přednastavena klávesa Compose jako stisknutí klávesy AltGr při drženém Shiftu.
Na Microsoft Windows podporují funkčnost klávesy Compose jen některé programy, například PuTTY.

## Nejběžnější kombinace
Tabulka níže obsahuje některé nejběžnější kombinace:
| vstup                        | vstup | výstup |
| ---------------------------- | ----- | ------ |
| '                            | a     | á      |
| '                            | A     | Á      |
| "                            | a     | ä      |
| "                            | A     | Ä      |
| `                            | a     | à      |
| `                            | A     | À      |
| ~                            | a     | ã      |
| ~                            | A     | Ã      |
| ^                            | a     | â      |
| ^                            | A     | Â      |
| c                            | a     | ǎ      |
| c                            | A     | Ǎ      |
| o                            | a     | å      |
| o                            | A     | Å      |
| _                            | a     | ā      |
| _                            | A     | Ā      |
| ;                            | a     | ą      |
| ;                            | A     | Ą      |
| b                            | a     | ă      |
| b                            | A     | Ă      |
| … a podobně další samohlásky |       |        |

| vstup | vstup | výstup |
| ----- | ----- | ------ |
| ,     | c     | ç      |
| O     | R     | ®      |
| O     | C     | ©      |
| t     | m     | ™      |
| <     | <     | «      |
| >     | >     | »      |
| "     | <     | “      |
| "     | >     | ”      |
| '     | <     | ‘      |
| '     | >     | ’      |
| .     | .     | …      |
| .     | ^     | ·      |
| x     | x     | ×      |
| –     | :     | ÷      |
| ^     | 0     | ⁰      |
| ^     | 1     | ¹      |
| ^     | 2     | ²      |
| ^     | 3     | ³      |
| 1     | 2     | ½      |
| 1     | 4     | ¼      |
| 3     | 4     | ¾      |

| vstup | vstup | výstup |
| ----- | ----- | ------ |
| s     | s     | ß      |
| s     | o     | §      |
| /     | o     | ø      |
| /     | O     | Ø      |
| –     | d     | đ      |
| –     | D     | Đ      |
| d     | h     | ð      |
| D     | H     | Ð      |
| ~     | n     | ñ      |
| t     | h     | þ      |
| T     | H     | Þ      |
| a     | e     | æ      |
| !     | !     | ¡      |
| ?     | ?     | ¿      |
| –     | L     | £      |
| =     | E     | €      |
| =     | Y     | ¥      |
| \|    | c     | ¢      |
| o     | x     | ¤      |
| /     | /     | \      |
| o     | o     | °      |